# Morris Cohen
Morris Cohen, también conocido durante su estancia en Londres como Peter Kroger (2 de julio de 1910-23 de junio de 1995), fue un espía estadounidense al servicio de la Unión Soviética.

## Nacimiento y formación inicial
Morris nació en Nueva York. Su padre judío provenía del área de la región de Kiev, capital de Ucrania, y su madre judía nació en Vilna, en lo que es la actualmente independiente república báltica de Lituania. De joven recibió una beca, debido a sus condiciones atléticas como sobresaliente jugador de rugby, que le permitiría costear sus estudios en la Universidad de Columbia Columbia University).
En 1937, Cohen se unió al batallón Mackenzie-Papineau y luchó como voluntario junto a las Brigadas Internacionales en favor del gobierno republicano, durante la guerra civil española (1936-1939). Durante su incursión por las tierras ibéricas, se encontraría con Amadeo Sabatini, veterano y espía soviético de carrera. Cohen resultaría herido y en noviembre de 1938 regresó a los Estados Unidos. Pronto comenzaría a servir al servicio de inteligencia exterior durante el régimen estalinista.

## Matrimonio
En 1941 Morris se casó con una mujer de nombre Lona que era una activista del pequeño pero entonces activo Partido Comunista estadounidense, además de ser correo personal del físico Theodore Hall, quien a su vez formaba parte de un círculo de espías soviéticos en torno al proyecto Manhattan, destinado a la construcción de la primera bomba atómica estadounidense. La red de espionaje de Hall terminaría siendo mucho más dañina para la seguridad nacional de los EE. UU. que el grupo de los bastante conocidos esposos Ethel y Julius Rosenberg.
A mediados de 1942, Cohen se enroló en el Ejército estadounidense y sirvió en el frente occidental europeo. Tras el fin de la Segunda Guerra Mundial y como resultado de la desmovilización militar, Cohen regresó a los Estados Unidos en noviembre de 1945. Desde allí reanudaría sus tareas de espionaje a favor de la Unión Soviética.
Como durante ese período (inmediatamente previo al surgimiento de la Guerra Fría) varias redes de espionajes soviéticas habían sido comprometidas, la conexión con los servicios de inteligencia de la URSS fue temporalmente detenida, para ser reanudada en 1948, cuando la rezidentura soviética en los EE. UU. determinó que sus agentes podían volver a acercarse a los esposos Cohen.
Junto a su esposa Lona, aseguraron la continuidad de la conexión secreta con algunos de los miembros más valiosos de la residencia (rezidentura) ilegal de espías soviéticos en los Estados Unidos. Pronto harían lo mismo, pero en Gran Bretaña.
Comenzaron a trabajar para el coronel Viliam Guénrijovich Fisher (alias Rudolf Abel) hasta 1950, año en el que abandonaron en secreto los EE. UU. para dirigirse a la todavía estalinista URSS.
En 1954 los Cohen reaparecieron en Londres, donde llegarían a tener varias piezas de equipo oculto y una antena que escondían en el ático de su casa, usada para realizar sus transmisiones radiales clandestinas hacia Moscú.
Una vez instalados en la capital británica, los Cohen abrieron, a modo de «fachada» para encubrir sus actividades de espionaje, un pequeño negocio dedicado a la venta de libros antiguos. Allí se darían a conocer bajo los nombres de Peter y de Helen Kroger, respectivamente. De esa manera lograrían disimular, al menos durante un tiempo, su residencia (rezidentura) ilegal en el Reino Unido como agentes soviéticos.
En Londres trabajaban junto al destacado agente soviético de inteligencia Konon Molody (alias Gordon Lonsdale), el que, al igual que Morris, se convertiría en un residente (rezident)) ilegal soviético en suelo británico.

## Arresto
Agentes británicos de seguridad arrestaron a los Cohen el 7 de enero de 1961, lo que terminaría contribuyendo al posterior desbaratamiento de una red de espías soviética conocida como «círculo de espías de Portland» (Portland Spy Ring), el cual se había infiltrado en la Real Armada, obteniendo algunos documentos secretos. En particular, habían logrado conseguir material clasificado relacionado con los por entonces novedosos —y relativamente pequeños— reactores nucleares británicos destinados a la propulsión de submarinos. Morris, al igual que su esposa, sólo cumpliría ocho años de prisión, menos de la mitad de su condena de 25 años. Ella, por su parte, había sido condenada a 20 años de cárcel.

## Intercambio de prisioneros
En 1967 la Unión Soviética finalmente admitió que los Cohen eran espías y en agosto de 1969 fueron intercambiados, en un «dos por uno», por un activista británico de nombre Gerald Brooke que se encontraba detenido en la URSS.
Ese tipo de intercambios ya habían sucedido antes, como en el notable caso del espía soviético Rudolf Abel, intercambiado por el piloto estadounidense Francis Gary Powers, o el caso del también soviético Konon Molody (alias Gordon Lonsdale), intercambiado por el británico Greville Wynne.
No obstante, el gobierno laborista del primer ministro británico Harold Wilson fue criticado por la oposición conservadora por haber acordado la liberación de «peligrosos» agentes soviéticos como Peter y Helen Kroger e intercambiarlos por Brooke, un mero propagandista. Los opositores al intercambio argumentaron que eso sentaba un peligroso antecedente, y que más bien se parecía a una suerte de «chantaje» que a un intercambio justo.

## Exilio final en Moscú
Los Cohen regresaron a Moscú y Morris comenzó a entrenar en recolección de información a los jóvenes reclutas aspirantes a especializarse en el ejercicio de tareas de inteligencia. Se dice que, una vez allí, Morris se encontró casualmente una vez con el espía y traidor británico George Blake, a quien había conocido mientras ambos cumplían su sentencia en la prisión británica de Wormwood Scrubs. 
Los dos acordaron mantenerse en contacto, pero fueron alertados por el KGB que era mejor que estuviesen relativamente lejos el uno del otro, ya que existía la remota posibilidad de que pudiesen haber llegado a ser blanco de los esporádicos agentes occidentales que operaban en el Moscú comunista.
Existe asimismo evidencia de que Blake era muy conocido del británico Kim Philby, quien fuera uno de los mejores agentes soviéticos.

## Legado
Morris al igual que su esposa, fue condecorado la "Orden de la Bandera Roja" y la "Orden de la Amistad de las Naciones", por sus tareas de espionaje en los Estados Unidos y Gran Bretaña. Incluso después del Unión Soviética ambos recibirían el título de "Héroes de la Federación Rusa" por parte del gobierno de Borís Yeltsin. Viviría con su modesta pensión hasta su muerte en 1995 (al igual que lo había hecho su mujer, fallecida tres años antes, en 1992).
Morris vivió sus últimos años de su modesta pensión del KGB hasta su muerte, acaecida el 23 de junio de 1995 de causas naturales, poco antes de cumplir los 85 años de edad. Falleció tres años después que su esposa Lona.
Los Cohen aparecen mencionados en las decodificaciones del proyecto Venona correspondientes al 30 de agosto de 1944 y al 11 de febrero de 1945, entre Nueva York y Moscú. La comunicaciones se referían a informes erróneos que sugerían que Morris habría muerto en el frente occidental europeo, durante los últimos meses de la Segunda Guerra Mundial.
Los Cohen ayudaron a filtrar a la URSS secretos del Proyecto Manhattan, destinado a la construcción de la primera bomba atómica estadounidense. El nombre código de Morris dentro de la inteligencia soviética, según fuese desentrañado por los archivos desclasificados del proyecto norteamericano Venona, era Volunteer ("Voluntario").

## En los medios
En 1983 el dramaturgo británico Hugh Whitemore escribió la obra Pack of lies ("Paquete de mentiras"), que sería representada en el distrito teatral del West End londinense, con las actuaciones de Judi Dench y de Michael Williams. La obra incluso llegaría a Nueva York, al debutar finalmente en Broadway durante 1985, y estuvo en cartel durante tres meses y medio. La actriz Rosemary Harris ganaría el premio Tony como mejor actriz, por su notable representación del papel de vecina de los Kroger (es decir, de los Cohen).
Su historia también sería llevada a la televisión estadounidense en 1987, en una película en la que actuaron Ellen Burstyn, Alan Bates, Teri Garr y Daniel Benzali (este último hizo de un tal "Peter Schaefer, en una indirecta referencia o alusión a Peter Kroger, es decir, a Morris Cohen). El largometraje fue exhibido en el ciclo Hallmark Hall of Fame presentation, de la cadena televisiva CBS. La trama de la historia en cuestión se centraba en los vecinos (y aparentes amigos) cuya casa era utilizada como base desde la cual los servicios de seguridad británicos habrían de espiar a los Cohen, y la manera en la que la paranoia, sospechas y traición gradualmente irían destruyendo sus respectivas vidas.
A principios de 2009 The Ratae players hicieron una nueva representación de la obra, con Sue Bourne como Helen Kroger (Lona Cohen) y David Parker como su astuto marido Peter (Morris). Asimismo Terrie Dodds hace de Barbara Jackson, la mujer que ayudó a encarcelar a quienes antes habían sido sus mejores amigos.